# シューパロ岳
シューパロ岳（シューパロだけ）は、北海道の芦別市と夕張市の2市にまたがる標高1,493 mの山である。

## 概要
夕張山地主稜線上のポントナシベツ岳から西に伸びる支稜線上に位置する山で、南北に鋭い尾根が特徴である。国土地理院が発行する地形図には山名が記載されていないが、一部の登山愛好家の間では知られている。
山名は南部を流れるシュウパロ川に由来し、アイヌ語の「シ・ユーパロ（本当の・鉱泉が湧き出るところ：夕張川本流）」が語源である。シュウパロ川が夕張川に合流した後の中流域にはシューパロ湖があるほかかつては三菱石炭鉱業大夕張鉄道線のシューパロ湖駅があった。

## 登山
登山道はないため残雪期に登られることが多い。